# Walnut Grove (Washington)
Walnut Grove az Amerikai Egyesült Államok északnyugati részén, Washington állam Clark megyéjében elhelyezkedő statisztikai település. A 2010. évi népszámlálási adatok alapján 9790 lakosa van.

## Népesség
A település népességének változása:
| Lakosok száma | 3906 | 7164 | 9790 |
|               | 1990 | 2000 | 2010 |